# Криейтив Комънс
 Тази статия е за лицензите.  За организацията вижте Криейтив Комънс (организация).  
Криейтив Комънс (Creative Commons, CC, в превод буквално Творчески общности или Съзидателно споделяне) представляват сборник от типови договори за използване на авторски произведения. Договорите са създадени през 2001 г. от професор Лорънс Лесиг от Станфордския университет в САЩ като отговор срещу разрастването на обхвата на авторското право. Подобно на лицензионните споразумения, с които се предоставят права за използване на компютърни програми, всеки автор или друг собственик на права върху произведение на изкуството или науката, може с оповестяването на своето произведение да укаже, че дава на обществеността по-широки права за ползване на произведението от тези, които им предоставя авторското право. Наред с това, когато произведенията се публикуват в Мрежата, кодът на типовите договори за СС, прикрепени към произведението, позволява на много търсачки да ги разпознават. Така достъпът до тези произведения е улеснен.
Ако в основата на повечето закони за авторското право стои постановката „всички права са запазени“, то особено за договорите Криейтив Комънс е, че „някои права са запазени“. Така например всички разновидности на договорите КК дават възможност на потребителите свободно да копират, разпространяват, представят публично или да използват по друг начин произведението с некомерсиални цели. Някои от разновидностите на договорите позволяват включително и свободно комерсиално използване.
Първоначално договорите се създават според правната система на САЩ и по тази причина невинаги са приложими в други юрисдикции. Предвид тези ограничения стартира проект за превод и адаптиране на договорите към различни правни системи. Някои от договорите Криейтив Комънс вече са преведени на български и пригодени към българското законодателство. Криейтив Комънс България препоръчва на българските автори да използват на българоезичната версия на договорите, тъй като тази версия е съобразена със задължителните норми на българското право, позволява на автора да разбере в най-голяма степен от кои точно права предоставя на публиката, когато избира да ползва договорите и изрично определя съдилищата на Република България за компетентни при разрешаването на спорове, свързани с използване на произведението.

## Видове договори за Съзидателно споделяне
Понастоящем има възможност за избор между шест договора на Криейтив Комънс:
| CC BY       |
| CC BY-ND    |
| CC BY-NC-ND |
| CC BY-NC    |
| CC BY-NC-SA |
| CC BY-SA    |

Съкращенията BY, NC, ND, SA означават, както следва:
- BY („признание“, от английската дума by, „от“) – необходимо е авторът да се укаже по обичайния начин и на обичайното за носителя място;
- NC („некомерсиално“, от no commercial) – не се разрешава употребата за комерсиални цели;
- ND („без производни произведения“, от no derivatives) – не се разрешават промени;
- SA („споделяне на споделеното“, от share alike) – всяка променена версия може да се разпространява само съгласно условията на същия договор на Криейтив Комънс.

Уикипедия разрешава използването на два от договорите на Криейтив Комънс: CC BY и CC BY-SA.